# Charles E. Pickett
Charles Edgar Pickett, född 14 januari 1866 i Van Buren County i Iowa, död 20 juli 1930 i Waterloo i Iowa, var en amerikansk politiker (republikan). Han var ledamot av USA:s representanthus 1909–1913.
Pickett efterträdde 1909 Benjamin P. Birdsall som kongressledamot och efterträddes 1913 av Maurice Connolly.
Pickett ligger begravd på Elmwood Cemetery i Waterloo i Iowa.